# جوناثان كروفورد
جوناثان كروفورد (12 مارس 1990 بغلاسكو في المملكة المتحدة - ) (بالإنجليزية: Jonathan Crawford)‏ هو لاعب كرة قدم بريطاني في مركز الدفاع. لعب مع نادي أبردين ونادي مونتروز لكرة القدم ونادي بيترهيد ‏.

## وصلات خارجية
- جوناثان كروفورد على موقع قاعدة بيانات كرة القدم.إي يو (الإنجليزية)
- جوناثان كروفورد على موقع Soccerbase.com (لاعب) (الإنجليزية)